# Рестлер года PWI
Премия Pro Wrestling Illustrated (PWI) «Рестлер года» присуждается лучшему рестлеру года ежегодно, начиная с 1972 года.
В отличие от других журналов и сайтов о рестлинге, PWI в значительной степени является журналом, написанным в вымышленной сфере рестлинга, и награды учитывают это.
Рик Флэр получал эту награду рекордные шесть раз и остается единственным рестлером, имеющим более трех побед; он также установил рекорд по количеству побед подряд — три победы с 1984 по 1986 год, а позже, в 2016—2018 годах, этот рекорд повторил Эй Джей Стайлз. С 2020 года в эту категорию включаются женщины-рестлеры.

## Победители
- Педро Моралес (1972)
- Джек Бриско (1973)
- Бруно Саммартино (1974)
- Мистер Рестлинг II (1975)
- Терри Фанк (1976)
- Дасти Роудс (1977, 1978)
- Харли Рейс (1979)
- Боб Бэклунд (1980)
- Рик Флэр (1981)
- Боб Бэклунд (1982)
- Харли Рейс (1983)
- Рик Флэр (1984—1986)
- Халк Хоган (1987)
- Рэнди Сэвидж (1988)
- Рик Флэр (1989)
- Стинг (1990)
- Халк Хоган (1991)
- Рик Флэр (1992)
- Биг Ван Вейдер (1993)
- Халк Хоган (1994)
- Дизель (1995)
- Гигант (1996)
- Лекс Люгер (1997)
- Стив Остин (1998, 1999)
- Скала (2000)
- Стив Остин (2001)
- Брок Леснар (2002)
- Курт Энгл (2003)
- Крис Бенуа (2004)
- Батиста (2005)
- Джон Сина (2006, 2007)
- Triple H (2008)
- Рэнди Ортон (2009[1], 2010[2])
- Си Эм Панк (2011, 2012)
- Дэниел Брайан (2013[3])
- Брок Леснар (2014[4])
- Сет Роллинс (2015)
- Эй Джей Стайлз (2016—2018[5][6])
- Адам Коул (2019[7])
- Джон Моксли (2020[8])
- Кенни Омега (2021)
- Роман Рейнс (2022)
- Сет Роллинс (2023)